# Vasoprotecteur
Un vasoprotecteur est un type de médicament qui tend à réduire les dommages subis par les vaisseaux sanguins.